# 32.ª edición de los Premios Óscar
La 32.ª edición de los Premios Óscar se celebró el 4 de abril de 1960 en el RKO Pantages Theatre de Hollywood y fue conducida por Bob Hope.

## Ganadores y nominados

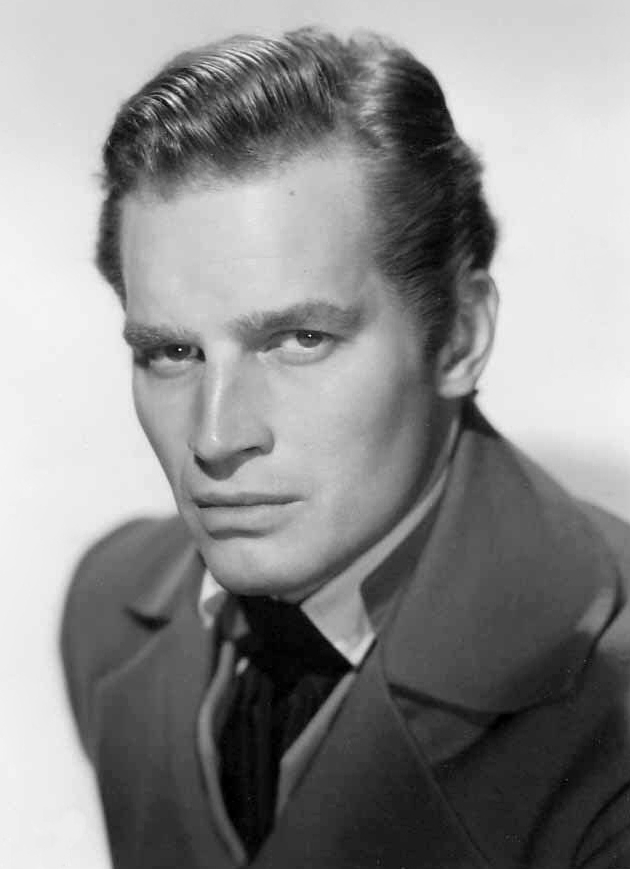
Charlton Heston obtuvo el Óscar al mejor actor por Ben-Hur.

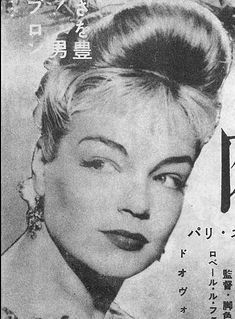
Simone Signoret obtuvo el Óscar a la mejor actriz por Un lugar en la cumbre.

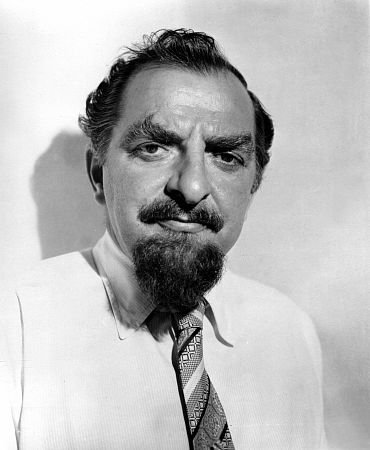
Hugh Griffith obtuvo el Óscar al mejor actor de reparto por Ben-Hur.

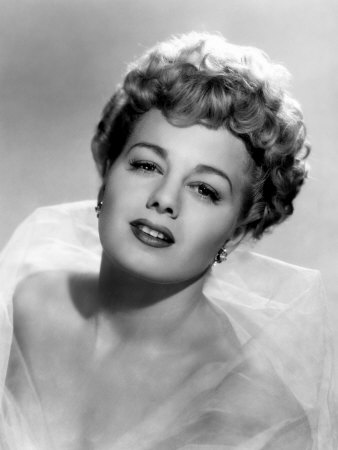
Shelley Winters obtuvo el Óscar a la mejor actriz de reparto por El diario de Ana Frank.

Indica el ganador dentro de cada categoría.
| Mejor película Presentado por: Gary Cooper Ben-Hur — Sam Zimbalist, productor (póstumo) - Anatomy of a Murder (Anatomía de un asesinato) — Otto Preminger, productor - The Diary of Anne Frank (El diario de Ana Frank) — George Stevens, productor - The Nun's Story (Historia de una monja) — Henry Blanke, productor - Room at the Top (Un lugar en la cumbre) — John Woolf y James Woolf, productores | Mejor dirección Presentado por: John Wayne William Wyler — Ben-Hur - George Stevens — The Diary of Anne Frank (El diario de Ana Frank) - Billy Wilder — Some Like It Hot (Con faldas y a lo loco) - Jack Clayton — Room at the Top (Un lugar en la cumbre) - Fred Zinnemann — The Nun's Story (Historia de una monja) |
| Mejor actor Presentado por: Susan Hayward Charlton Heston — Ben-Hur - Laurence Harvey — Room at the Top (Un lugar en la cumbre) - Paul Muni — The Last Angry Man - Jack Lemmon — Some Like It Hot (Con faldas y a lo loco) - James Stewart — Anatomy of a Murder (Anatomía de un asesinato) | Mejor actriz Presentado por: Rock Hudson Simone Signoret — Room at the Top (Un lugar en la cumbre) - Doris Day — Pillow Talk (Confidencias de medianoche) - Audrey Hepburn — The Nun's Story (Historia de una monja) - Katharine Hepburn — Suddenly, Last Summer (De repente, el último verano) - Elizabeth Taylor — Suddenly, Last Summer (De repente, el último verano) |
| Mejor actor de reparto Presentado por: Olivia de Havilland Hugh Griffith — Ben-Hur - Ed Wynn — The Diary of Anne Frank (El diario de Ana Frank) - Robert Vaughn — The Young Philadelphians (La ciudad frente a mí) - George C. Scott — Anatomy of a Murder (Anatomía de un asesinato) - Arthur O'Connell — Anatomy of a Murder (Anatomía de un asesinato) | Mejor actriz de reparto Presentado por: Edmond O'Brien Shelley Winters — The Diary of Anne Frank (El diario de Ana Frank) - Hermione Baddeley — Room at the Top (Un lugar en la cumbre) - Susan Kohner — Imitation of Life (Imitación a la vida) - Juanita Moore — Imitation of Life (Imitación a la vida) - Thelma Ritter — Pillow Talk (Confidencias de medianoche) |
| Mejor argumento y guion escritos directamente para la pantalla Presentado por: Tony Curtis y Janet Leigh Pillow Talk (Confidencias de medianoche) — Russell Rouse, Clarence Greene, Stanley Shapiro y Maurice Richlin - North by Northwest (Con la muerte en los talones) — Ernest Lehman - Les Quatre Cents Coups (Los 400 golpes) — François Truffaut y Marcel Moussy - Smultronstället (Fresas salvajes) — Ingmar Bergman - Operation Petticoat (Operación Pacífico) — Paul King, Joseph Stone, Stanley Shapiro y Maurice Richlin                                                        | Mejor guion basado en material de otro medio Presentado por: Tony Curtis y Janet Leigh Room at the Top (Un lugar en la cumbre) — Neil Paterson - Anatomy of a Murder (Anatomía de un asesinato) — Wendell Mayes - Ben-Hur — Karl Tunberg - The Nun's Story (Historia de una monja) — Robert Anderson - Some Like It Hot (Con faldas y a lo loco) — Billy Wilder y I. A. L. Diamond |
| Mejor cortometraje Presentado por: Hope Lange y Carl Reiner The Golden Fish — Jacques Cousteau - Between the Tides - Ian Ferguson - Mysteries of the Deep — Walt Disney - Corriendo, saltando y todavía de pie — Peter Sellers - Skyscraper — Shirley Clarke y Willard Van Dyke | Mejor cortometraje animado Presentado por: Hope Lange y Carl Reiner Moonbird - John Hubley - Mexicali Shmoes - John W. Burton - Noah's Ark - Walt Disney - The Violinist - Ernest Pintoff |
| Mejor documental largo Presentado por: Mitzi Gaynor Serengeti Shall Not Die - Bernhard Grzimek - The Race for Space - David L. Wolper | Mejor documental corto Presentado por: Mitzi Gaynor Glas - Bert Haanstra - Donald in Mathmagic Land - Walt Disney - From Generation to Generation - Edward F. Cullen |
| Mejor película de habla no inglesa Presentado por: Eric Johnston Orfeu Negro (Orfeo negro), de Marcel Camus ( Francia) - Paw, entre dos mundos, de Astrid Henning-Jensen y Bjarne Henning-Jensen (Dinamarca) - Die Brücke (El puente), de Bernhard Wicki (Alemania) - La grande guerra (La Gran Guerra), de Mario Monicelli (Italia) - Dorp aan de rivier, de Fons Rademakers (Holanda) | |
| Mejor banda sonora de una película dramática o comedia Presentado por: Gene Kelly Ben-Hur - Miklós Rózsa - Pillow Talk (Confidencias de medianoche) – Frank De Vol - The Diary of Anne Frank (El diario de Ana Frank) – Alfred Newman - The Nun's Story (Historia de una monja) – Franz Waxman - On the Beach (La hora final) – Ernest Gold | Mejor orquestación de una película musical Presentado por: Gene Kelly Porgy and Bess (Porgy y Bess) - André Previn y Ken Darby - The Five Pennies (Tu mano en la mía) – Leith Stevens - Li'l Abner – Nelson Riddle y Joseph Lilley - Say One For Me (Di uno por mí) – Lionel Newman - Sleeping Beauty (La bella durmiente) - George Bruns |
| Mejor canción original Presentado por: Doris Day «High Hopes» de A Hole in the Head (Millonario de ilusiones); compuesta por James Van Heusen y Sammy Cahn - «The Best of Everything» de The Best of Everything (Mujeres frente al amor); compuesta por Alfred Newman y Sammy Cahn - «The Five Pennies» de The Five Pennies (Tu mano en la mía); compuesta por Sylvia Fine - «The Hanging Tree» de The Hanging Tree (El árbol del ahorcado); compuesta por Jerry Livingston y Mack David - «Strange Are the Ways of Love» de The Young Land; compuesta por Dimitri Tiomkin y Ned Washington | Mejor sonido Presentado por: Robert Wagner y Natalie Wood Ben-Hur — Franklin E. Milton y los departamentos de sonido de los estudios Metro-Goldwyn-Mayer - Porgy and Bess (Porgy y Bess) — Gordon Sawyer, Fred Hynes y el departamento de sonido de los estudios Samuel Goldwyn - The Nun's Story (Historia de una monja) — George R. Groves y el departamento de sonido de los estudios Warner Bros. - Journey to the Center of the Earth (Viaje al centro de la Tierra) — Carl Faulkner y el departamento de sonido de los estudios 20th Century Fox - Libel (La noche es mi enemiga) — A.W. Watkins y el departamento de sonido de los estudios Metro-Goldwyn-Mayer Londres |
| Mejor fotografía - Blanco y negro Presentado por: Edward Curtiss The Diary of Anne Frank (El diario de Ana Frank) — William Mellor - Career (Los ambiciosos) — Joseph LaShelle - Anatomy of a Murder (Anatomía de un asesinato) — Sam Leavitt - The Young Philadelphians (La ciudad frente a mí) — Harry Stradling - Some Like It Hot (Con faldas y a lo loco) — Charles Lang | Mejor fotografía - Color Presentado por: Edward Curtiss Ben-Hur — Robert Surtees - The Big Fisherman (El gran pescador) — Lee Garmes - The Nun's Story (Historia de una monja) — Franz Planer - Porgy and Bess (Porgy y Bess) — Leon Shamroy - The Five Pennies (Tu mano en la mía) — Daniel L. Fapp |
| Mejor dirección de arte - Blanco y negro Presentado por: Richard Conte y Angie Dickinson The Diary of Anne Frank (El diario de Ana Frank) — Lyle Wheeler, George Davis, Walter Scott y Stuart Reiss - Some Like It Hot (Con faldas y a lo loco) — Ted Haworth y Edward Boyle - Suddenly, Last Summer (De repente, el último verano) — Oliver Messel, William Kellner y Scott Slimon - Career (Los ambiciosos) — Hal Pereira, Walter Tyler, Sam Comer y Arthur Krams - The Last Angry Man — Carl Anderson y William Kiernan                                                                  | Mejor dirección de arte - Color Presentado por: Richard Conte y Angie Dickinson Ben-Hur — William Horning, Edward Cafagno y Hugh Hunt - Pillow Talk (Confidencias de medianoche) — Richard Riedel, Russell Gausman y Ruby Levitt - The Big Fisherman (El gran pescador) — John DeCuir y Julia Heron - North by Northwest (Con la muerte en los talones) — William Horning, Robert Boyle, Merril Pye, Henry Grace y Frank McKelvy - Journey to the Center of the Earth (Viaje al centro de la Tierra) — Lyle Wheeler, Franz Bachelin, Herman Blumenthal, Walter Scott y Joseph Kish                                                                                             |
| Mejor diseño de vestuario - Blanco y negro Presentado por: Arlene Dahl y Fernando Lamas Some Like It Hot (Con faldas y a lo loco) — Orry-Kelly - The Young Philadelphians (La ciudad frente a mí) — Howard Shoup - Career (Los ambiciosos) — Edith Head - The Diary of Anne Frank (El diario de Ana Frank) — Charles LeMaire y Mary Wills - The Gazebo (Un muerto recalcitrante) — Helen Rose | Mejor diseño de vestuario - Color Presentado por: Arlene Dahl y Fernando Lamas Ben-Hur — Elizabeth Haffenden - The Big Fisherman (El gran pescador) — Renie - The Best of Everything (Mujeres frente al amor) — Adele Palmer - Porgy and Bess (Porgy y Bess) — Irene Sharaff - The Five Pennies (Tu mano en la mía) — Edith Head |
| Mejor montaje Presentado por: Barbara Rush Ben-Hur — Ralph Winters y John Dunning - On the Beach (La hora final) — Frederic Knudtson - The Nun's Story (Historia de una monja) — Walter Thompson - North by Northwest (Con la muerte en los talones) — George Tomasini - Anatomy of a Murder (Anatomía de un asesinato) — Louis Loeffler | Mejores efectos especiales Presentado por: Haya Harareet Ben-Hur — A. Arnold Gillespie, Robert MacDonald y Milo Lory - Journey to the Center of the Earth (Viaje al centro de la Tierra) — L.B. Abbott, James Gordon y Carl Faulkner |

### Óscar honorífico
- Lee De Forest, por sus inventos que trajeron el sonido al cine.
- Buster Keaton, por su talento único en comedias inmortales.

## Premios y nominaciones múltiples
| Película                                                          | Nominaciones | Premios |
| ----------------------------------------------------------------- | ------------ | ------- |
| Ben-Hur                                                           | 12           | 11      |
| The Diary of Anne Frank (El diario de Ana Frank)                  | 8            | 3       |
| Room at the Top (Un lugar en la cumbre)                           | 6            | 2       |
| Some Like It Hot (Con faldas y a lo loco)                         | 6            | 1       |
| Pillow Talk (Confidencias de medianoche)                          | 5            | 1       |
| Porgy and Bess (Porgy y Bess)                                     | 4            | 1       |
| A Hole in the Head (Millonario de ilusiones)                      | 1            | 1       |
| Orfeu Negro (Orfeo negro)                                         | 1            | 1       |
| The Nun's Story (Historia de una monja)                           | 8            | 0       |
| Anatomy of a Murder (Anatomía de un asesinato)                    | 7            | 0       |
| The Five Pennies (Tu mano en la mía)                              | 4            | 0       |
| Career (Los ambiciosos)                                           | 3            | 0       |
| The Young Philadelphians (La ciudad frente a mí)                  | 3            | 0       |
| Suddenly, Last Summer (De repente, el último verano)              | 3            | 0       |
| The Big Fisherman (El gran pescador)                              | 3            | 0       |
| North by Northwest (Con la muerte en los talones)                 | 3            | 0       |
| Journey to the Center of the Earth (Viaje al centro de la Tierra) | 3            | 0       |
| On the Beach (La hora final)                                      | 2            | 0       |
| Imitation of Life (Imitación a la vida)                           | 2            | 0       |
| The Best of Everything (Mujeres frente al amor)                   | 2            | 0       |
| The Last Angry Man                                                | 2            | 0       |